# Meije
La Meije (3.983 m) è una montagna del Massiccio des Écrins, nelle Alpi del Delfinato. È situata al limite dei dipartimenti delle Alte Alpi e dell'Isère.

## Toponimo
Meije deriva da meidjo  che in lingua occitana significa mezzogiorno. Così avevano l'abitudine di chiamare la montagna gli abitanti di La Grave essendo collocata a sud del loro villaggio.

## Caratteristiche
La montagna è composta di tre principali sommità disposte da est verso ovest:
- la vetta più alta, il Gran Picco della Meije a 3.983 m
- il Dito di Dio o Picco Centrale della Meije (3.973 m)
- La Meije orientale, grande panettone nevoso (3.891 m).

Dalla vetta della montagna una cresta si abbassa verso ovest e passando alla Breccia della Meije (3.357 m) risale verso Le Râteau. Una seconda cresta dalla Meije orientale si abbassa verso nord-est e passando per la Tête des Corridors (3.734 m), la Bec de l'Aigle (3.411 m) e la Bec de l'Homme (3.454 m) separa il ghiacciaio de l'Homme dal ghiacciaio di Tabuchet. Una terza cresta scende verso sud-est e passando per la breccia Maximin Gaspard risale verso Le Pavé (3.823 m) ed il Pic Gaspard (3.881 m).
Per la sua particolare collocazione viene denominata la Regina dell'Oisans.

## Ascensioni

### Prima ascensione
Il Picco Centrale fu raggiunto per la prima volta da Meta Brevoort, William Auguste Coolidge e le loro guide Christian e Ulrich Almer e Christian Gertsch il 28 giugno 1870.
La prima ascensione del Gran Picco fu effettuata il 16 agosto 1877 da Emmanuel Boileau de Castelnau con Pierre Gaspard e figlio; la salita avvenne lungo la cresta del Promontorio sul versante sud, l'attuale via normale. Il Gran Picco è una delle vette più difficili delle Alpi e non esiste un itinerario di salita "facile".

## Vie alpinistiche

### Via normale

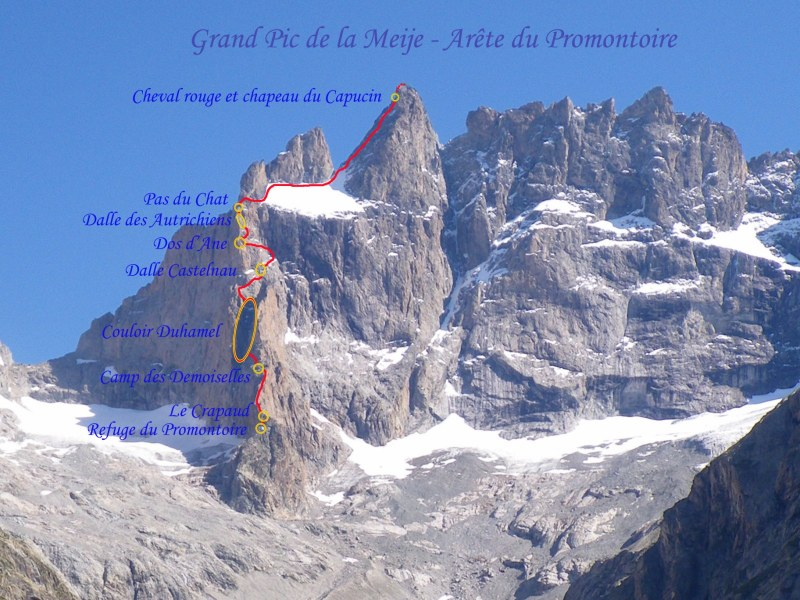
Il tracciato della via normale della Meije, lungo la cresta del Promontorio

La via normale sale lungo la cresta del Promontorio, sul versante sud. La salita parte dal Rifugio del Promontoire (3.092 m), e prevede 4 o 5 ore di arrampicata impegnativa su ripida cresta rocciosa (III grado continuo), con l'attraversanento di un ghiacciaio sospeso. Questa traversata è facile ma pericolosa in cattive condizioni perché domina la parete meridionale della montagna. La salita è valutata di grado di difficoltà AD.

### Traversata integrale della Meije
Di particolare risalto alpinistico è questa traversata che tocca le varie sommità della montagna. Normalmente si sale per la via normale al Grande Picco, poi si scende alla breccia Zsigmondy, si contorna a nord il Dent Zsigmondy e si sale al Dito di Dio; infine scendendo sul ghiacciaio di Tabuchet si arriva al Refuge de l'Aigle.

### Parete sud
- Via Allain-Leininger - 21 agosto 1935 - Prima salita di Pierre Allain e Raymond Leininger.[5]
- Mitchka - 2001 al 29 agosto 2009 - Aperta in più riprese da Christophe Moulin, Fabrice Susset, Paul Michas, Simon Rémy e Laurent Laboudigue.[6]

### Parete nord
- Via a Z - 1933 - Prima salita di Maurice Fourastier et Casimir Rodier.[7]
- Diretta parete nord - 1-2 agosto 1962 - Prima salita di Raymond Ginel e Raymond Renaud.[8]

## Rifugi alpini
Per facilitare l'ascensione al gruppo montuoso vi sono due rifugio alpino:
- Refuge de l'Aigle - 3.450 m
- Rifugio del Promontoire - 3.092 m

## Galleria d'immagini

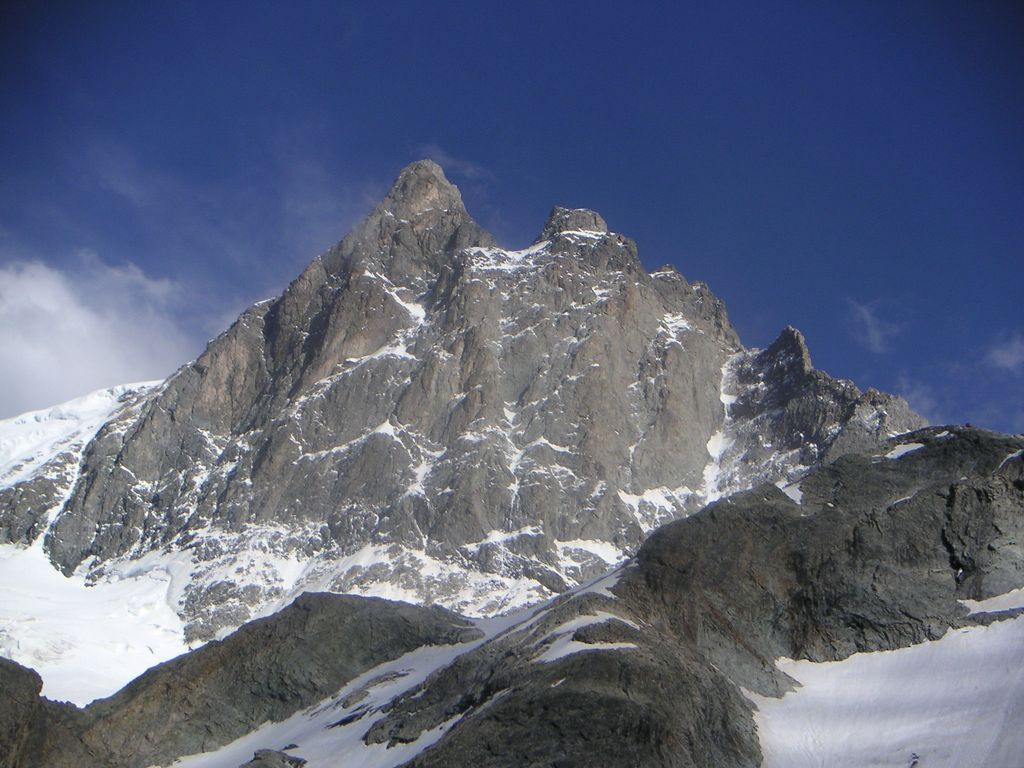
La parete nord della Meije
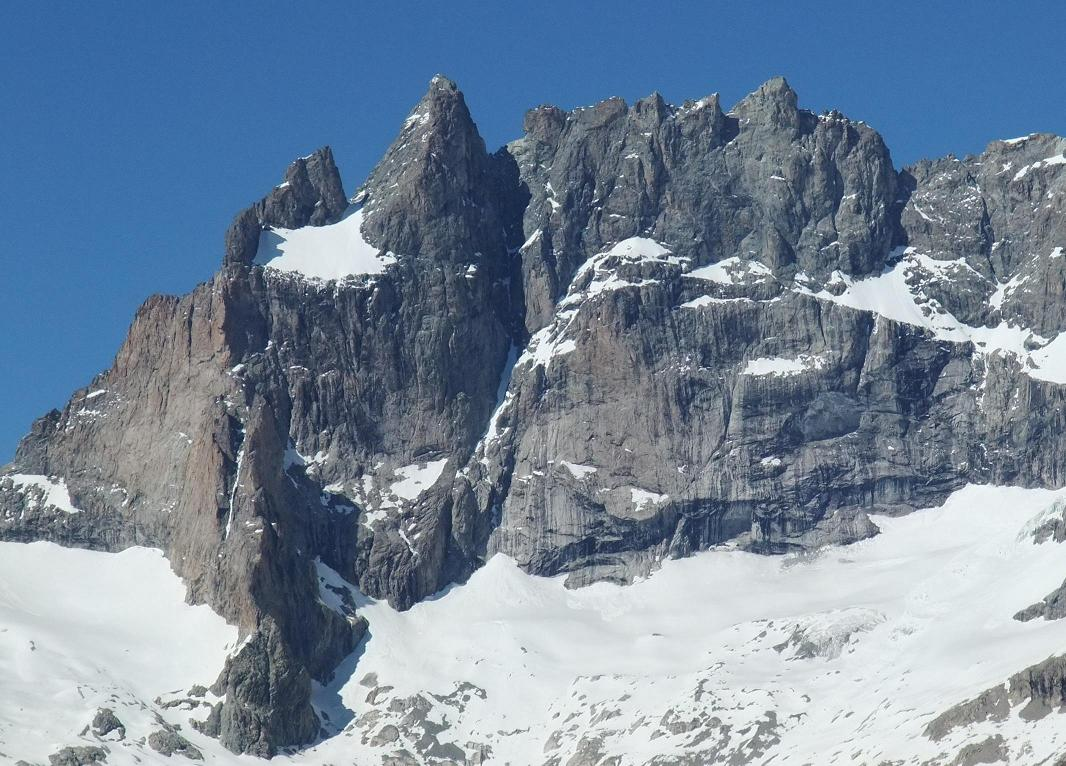
La parete sud della Meije
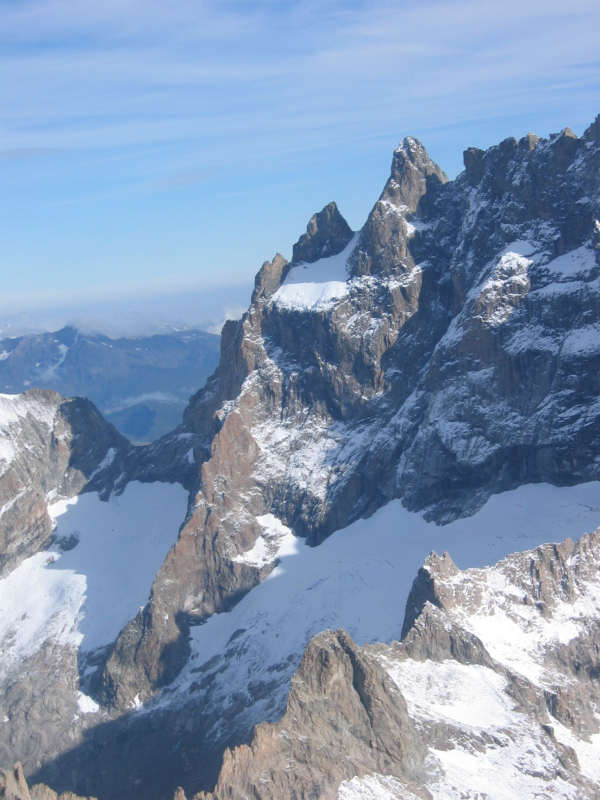
La cresta del Promontorio vista di scorcio
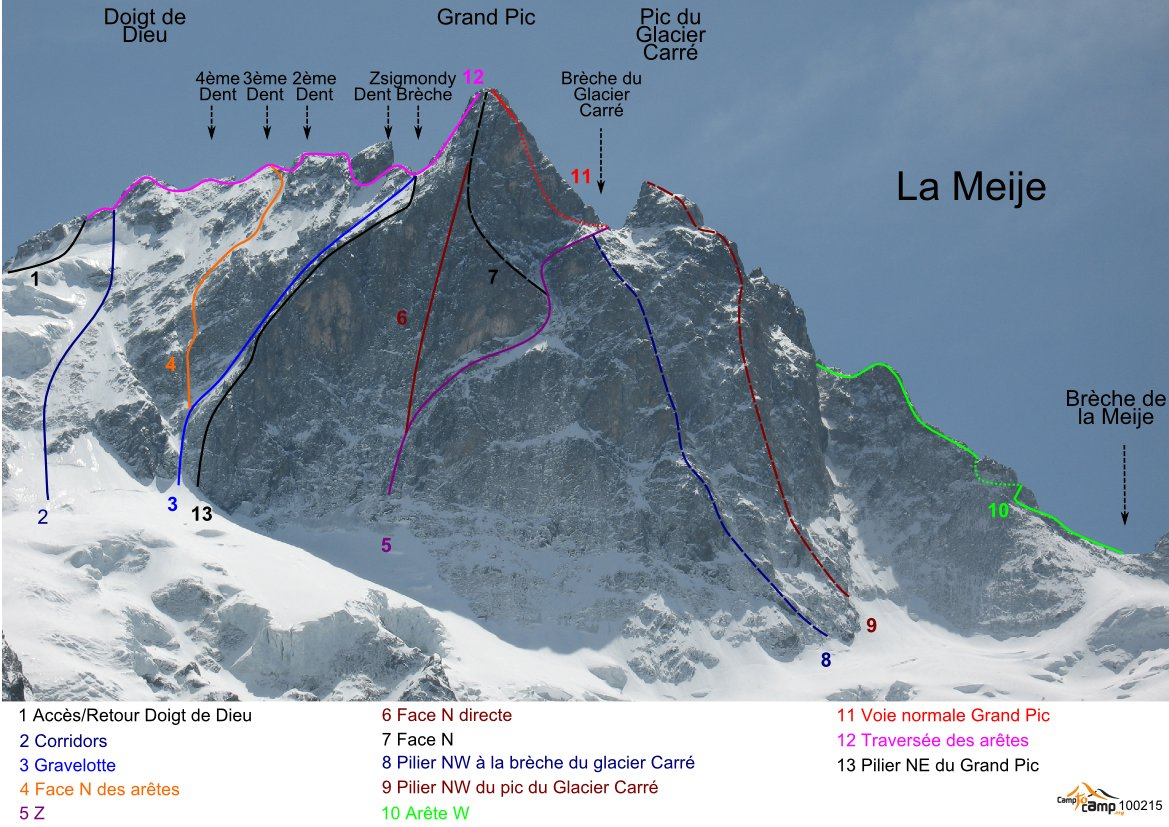
Le vie sulla parete nord della Meije
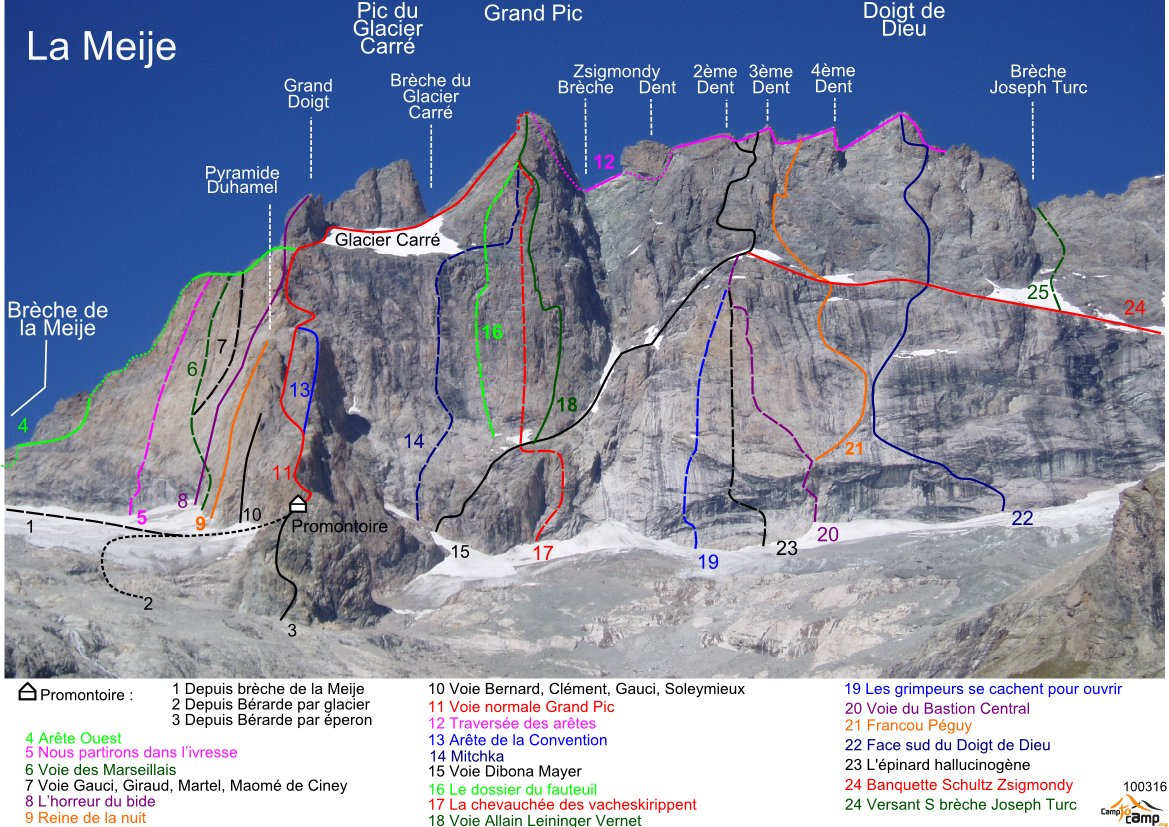
Le vie sulla parete sud della Meije
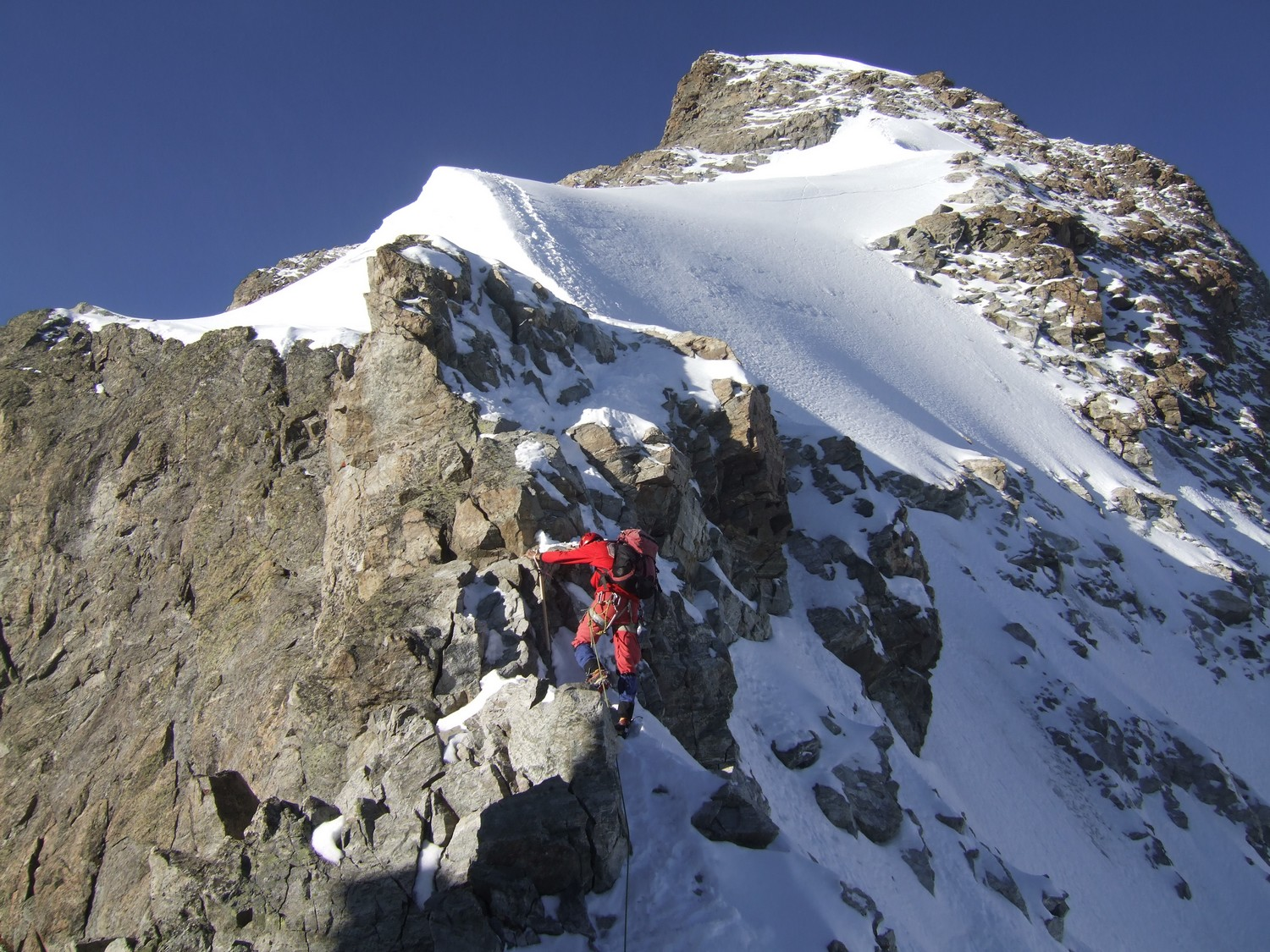
La Meije orientale
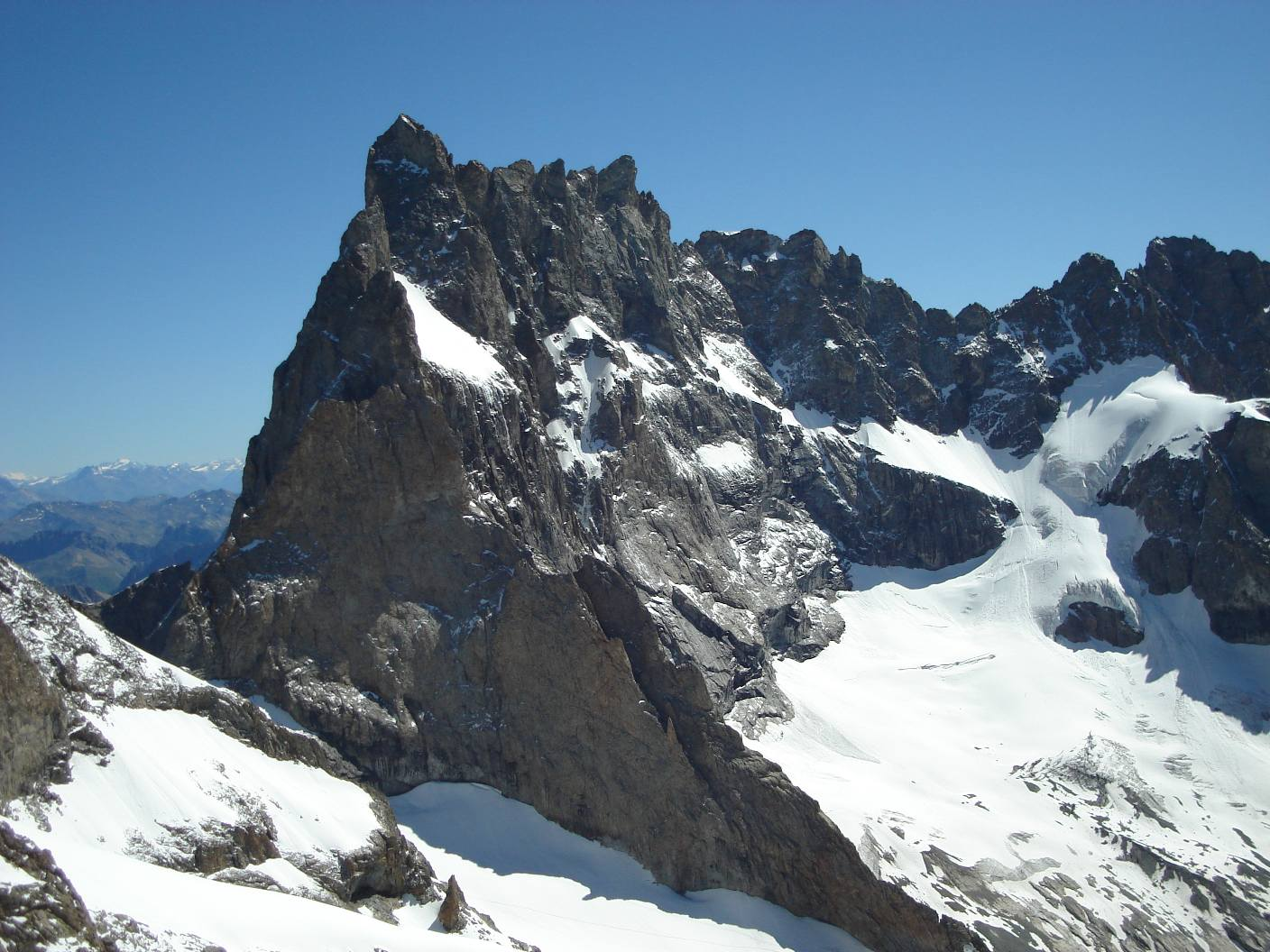
La cresta del Promontorio